# Lista monumentelor ocrotite de stat din raionul Ceadîr-Lunga
Lista monumentelor din raionul Ceadîr-Lunga cuprinde monumentele patrimoniului cultural de pe teritoriul fostului raion Ceadîr-Lunga (de dinaintea reformei administrative din 1998) înscrise în Registrul monumentelor Republicii Moldova ocrotite de stat.
Registrul monumentelor Republicii Moldova ocrotite de stat a fost aprobat prin Hotărârea Parlamentului nr. 1531-XII împreună cu Legea nr. 1530-XII privind ocrotirea monumentelor RM din 22 iunie 1993. În Monitorul Oficial nr. 1 din 1994 a fost publicată doar Legea, fără a include însă și Registrul, care a fost publicat mult mai târziu, la 2 februarie 2010. A nu se confunda cu Registrul arheologic național sau cel al monumentelor de for public, care sunt liste diferite ce vizează doar anumite compartimente ale patrimoniului cultural, întocmite în baza unor legi separate.
Lista completă este menținută și actualizată periodic de către Ministerul Culturii din Republica Moldova, dar înainte ca modificările să intre în vigoare acestea trebuie să fie aprobate de către Parlament. Această listă este menită să cuprindă și actualizările ulterioare.
| Nr. | Localizare                                                               | Denumire                                                                                 | Datare | Tip | Însemnătate | Imagine                 | Erori             |
| --- | ------------------------------------------------------------------------ | ---------------------------------------------------------------------------------------- | ------ | --- | ----------- | ----------------------- | ----------------- |
| 173 | Ceadîr-Lunga                                                             | Biserica „Sf. Dumitru”                                                                   | 1911   | At  | N           | Încarcă foto            | Raportează eroare |
| 174 | Ceadîr-Lunga                                                             | Casa în care a locuit profesorul Mihail Guboglo                                          |        | Is  | N           | Încarcă foto            | Raportează eroare |
| 175 | Ceadîr-Lunga 46°03′18″N 28°49′58″E / 46.055036481631°N 28.832792519888°E | Monument la mormântul comun al ostașilor căzuți în 1944                                  |        | Is  | N           | galerie \| Încarcă foto | Raportează eroare |
| 177 | Baurci 46°05′47″N 28°40′40″E / 46.096390026918°N 28.677834904321°E       | Biserica „Sf. Nicolae”                                                                   | 1875   | At  | N           | Încarcă foto            | Raportează eroare |
| 178 | Baurci 46°05′40″N 28°40′36″E / 46.094515540135°N 28.676761925971°E       | Monument la mormântul ostașului căzut în 1941                                            |        | Is  | N           | galerie \| Încarcă foto | Raportează eroare |
| 179 | Beșghioz 46°07′19″N 28°52′27″E / 46.121960897815°N 28.874033968675°E     | Biserica „Sf. Dumitru”                                                                   | 1857   | At  | N           | galerie \| Încarcă foto | Raportează eroare |
| 180 | Cazaclia 46°00′40″N 28°40′05″E / 46.011002249182°N 28.668005079166°E     | Biserica „Sf. Nicolae”                                                                   | 1845   | At  | N           | galerie \| Încarcă foto | Raportează eroare |
| 181 | Cazaclia 46°00′38″N 28°39′50″E / 46.010638601308°N 28.663780904217°E     | Monument în memoria consătenilor căzuți în război (1941-1945)                            |        | Is  | L           | galerie \| Încarcă foto | Raportează eroare |
| 182 | Corten 46°00′49″N 28°44′16″E / 46.013692270355°N 28.737856795948°E       | Biserica „Adormirea Maicii Domnului”                                                     | 1844   | At  | N           | galerie \| Încarcă foto | Raportează eroare |
| 183 | Corten 46°00′51″N 28°44′14″E / 46.014138°N 28.737142°E                   | Monument în memoria consătenilor căzuți în război (1941-1945)                            |        | Is  | L           | galerie \| Încarcă foto | Raportează eroare |
| 184 | Gaidar 46°06′24″N 28°45′45″E / 46.106794448174°N 28.762505505013°E       | Biserica „Adormirea Maicii Domnului”                                                     | 1905   | At  | N           | Încarcă foto            | Raportează eroare |
| 185 | Gaidar 46°06′15″N 28°45′54″E / 46.104103°N 28.765071°E                   | Monument la mormântul comun al 6 ostași căzuți în 1944                                   | 1975   | Is  | N           | galerie \| Încarcă foto | Raportează eroare |
| 186 | Joltai 46°10′36″N 28°52′18″E / 46.176534734647°N 28.871800747292°E       | Biserica „Sf. Treime”                                                                    | 1895   | At  | N           | Încarcă foto            | Raportează eroare |
| 187 | Tomai 46°11′16″N 28°45′48″E / 46.187801025373°N 28.763201776147°E        | Biserica „Adormirea Maicii Domnului”                                                     |        | At  | N           | galerie \| Încarcă foto | Raportează eroare |
| 188 | Tomai 46°11′14″N 28°45′51″E / 46.187286°N 28.764067°E                    | Monument la mormântul ostașilor și în memoria consătenilor căzuți în război (1941-1945)  |        | Is  | N           | galerie \| Încarcă foto | Raportează eroare |
| 189 | Tvardița 46°09′22″N 28°57′52″E / 46.156194623215°N 28.964547697309°E     | Biserica „Sf. Cuvioasă Paraschiva”                                                       | 1842   | At  | N           | galerie \| Încarcă foto | Raportează eroare |
| 190 | Tvardița 46°09′18″N 28°57′55″E / 46.15502°N 28.965261°E                  | Monument la mormântul ostașilor și în memoria consătenilor căzuți în război (1941-1945)  |        | Is  | N           | galerie \| Încarcă foto | Raportează eroare |
| 192 | Valea Perjei 46°01′53″N 28°55′31″E / 46.031328411281°N 28.925273876944°E | Biserica „Sf. Nicolae”                                                                   | 1878   | At  | N           | Încarcă foto            | Raportează eroare |
| 193 | Valea Perjei 46°01′45″N 28°55′46″E / 46.029127°N 28.929354°E             | Monument la mormântul a 2 ostași și în memoria consătenilor căzuți în război (1941-1945) |        | Is  | N           | Încarcă foto            | Raportează eroare |